# Cladiella tuberculosa
Cladiella tuberculosa is een zachte koraalsoort uit de familie Alcyoniidae. De koraalsoort komt uit het geslacht Cladiella. Cladiella tuberculosa werd in 1833 voor het eerst wetenschappelijk beschreven door Quoy & Gaimard. 